# مونيل

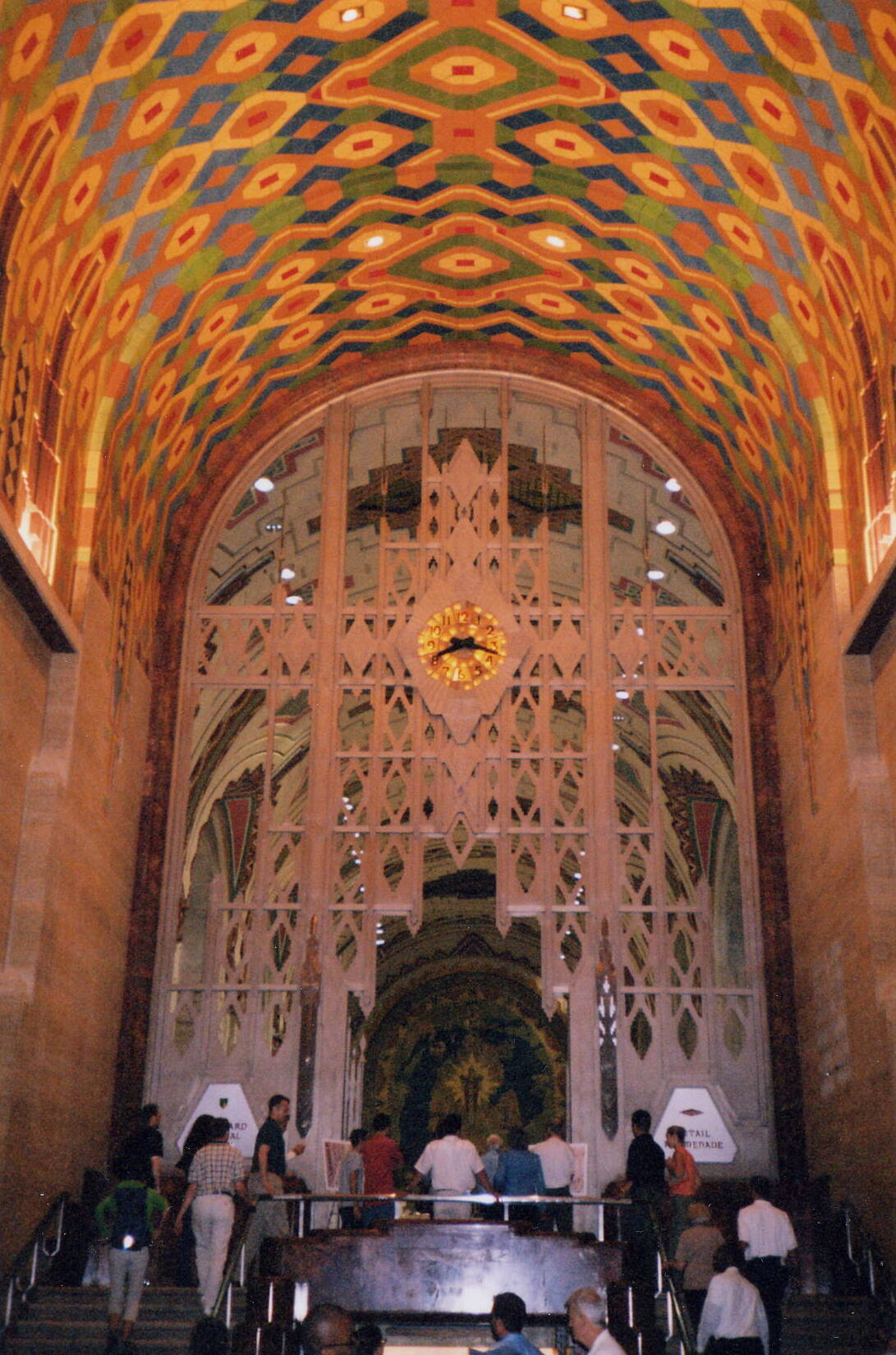

مونيل (Monel) هي سبيكة من النيكل والنّحاس تحتوي على حوالي 67% من النيكل و30% من النحاس. أمّا الباقي فيتكون من عناصر مثل الألومنيوم أو الحديد أو المنغنيز أو التيتانيوم.

## الخصائص
يشبه معدن مونيل النيكل، وهو في قوة الفولاذ تقريبا. ويمكن تشكيله أو سحبه في أسلاك أو أيَّة أشكالٍ أخرى. وهو سهل الإعداد مقارنةً بالنِّيكل لأنّ بعض الخامات تحتوي أصلا على النيكل والنُّحاس بنسب ملائمة، ولذلك نجد السبيكة أرخص في بعض الأحيان مقارنةَ بالنيكل الصافي.
ويقاوم معدن مونيل التَّآكل عمومًا، ولايظهر عليه أيُّ تلف بسبب البخار أو مياه البحر أو الغاز الحار أو الهواء أو الحموض. وهذه الخاصيّة، تجعله ذا فائدة في أشغال الألواح المعدنيّة والمصانع الكيميائيّة والسفن. كما يستخدم لتركيبات الضَّخِّ ومراوح الدَّفع وأنابيب المُكثِّف وأغطية البالوعات وخزانات الصّودا وأوعية الحموض. تصنيف:سبيكة